# Danilo Vezjak
Danilo Vezjak, slovenski ekonomist in univerzitetni profesor * 24. november 1923, Maribor † 6. februar 2003, Maribor. 
Dr. Danilo Vezjak je bil dolgoletni profesor za zunanjo trgovino na nekdanji Visoko ekonomsko-komercialni šoli, danes Ekonomsko-poslovni fakulteti v Mariboru.
Kot posebno priznanje za izredne uspehe, zasluge in dosežke mu je Univerza v Mariboru podelila naziv zaslužni profesor.